# T
T е двадесетата буква от латинската азбука. Тя има звукова стойност /t/ (беззвучна венечна преградна съгласна) или /d/ (звучна венечна преградна съгласна), но в различни буквосъчетания може да даде и друг звук – например английското „th“ (беззвучна зъбна проходна съгласна /θ/). Понякога обозначава и съгласния звук /t̪/ (беззвучна зъбна преградна съгласна). На кирилица буквата се предава с т.